# Grotea delicator
Grotea delicator är en stekelart som först beskrevs av Carl Peter Thunberg 1822.  Grotea delicator ingår i släktet Grotea och familjen brokparasitsteklar. Inga underarter finns listade i Catalogue of Life.